# Laguna de Brealito
La laguna de Brealito se encuentra ubicada a 20 km de la ruta Nacional 40, a la altura de la localidad de Seclantás, Departamento Molinos, en la provincia de Salta, Argentina, distante a 8 km del pueblo homónimo.
Rodeada por los cerros Luracatao y Del Refugio, la laguna se encuentra a 2700 m s. n. m. Posee una importante cantidad de pinturas rupestres en sus alrededores y forma parte de los Valles Calchaquíes y sus circuitos turísticos, aportando la rareza de una acumulación de agua de gran magnitud en una zona de escasas precipitaciones y ríos estacionales. De origen volcánico, concentra una gran variedad de fauna, especialmente aves. 
En octubre de 2015, buzos del Ejército Argentino hicieron fondo en la laguna, desmitificando algunas de las creencias populares que hablaban de "una laguna sin fondo" o de la posibilidad de tratarse de "un ojo de mar". Determinaron que la profundidad promedio ronda los 15 y los 25 metros, siendo 41,6 metros la profundidad máxima.   
La laguna se encuentra en los predios de la Estancia "Luracatao", donde se conserva una pequeña capilla y las ruinas de lo que fuera la casa de la familia de uno de sus propietarios, Robustiano Patrón Costas.
Actualmente es un sitio turístico que puede ser visitado todo el año; el mismo cuenta con un pequeño mirador desde donde se aprecia toda la laguna.
Si bien el estado de los accesos viales supone una limitación para algunos vehículos el mismo se encuentra en perfecto estado.
La laguna está rodeada de algunos mitos, en tanto que la población local afirma haber visto grandes criaturas extrañas emerger de las aguas.